# Wschodzące słońce (powieść)
Wschodzące słońce (ang. Rising Sun) – powieść Michaela Crichtona z 1992, opublikowana w Polsce w tym samym roku nakładem Wydawnictwa Amber w tłumaczeniu Andrzeja Leszczyńskiego i Jacka Manickiego.
Dzieło dotyczy morderstwa w siedzibie fikcyjnej japońskiej korporacji Nakamoto w Los Angeles. Książka porusza kontrowersyjny politycznie temat stosunków japońsko-amerykańskich, podkreśla też różnice między japońskim i zachodnim sposobem myślenia, zwłaszcza w obszarach strategii biznesowej i kultury korporacyjnej.
W 1993 roku powstała ekranizacja z udziałem Seana Connery’ego, Wesleya Snipesa oraz Tii Carrere.